# Terje Gjengaar
Terje Gjengaar (* 24. Oktober 1956) ist ein ehemaliger norwegischer Radrennfahrer und nationaler Meister im Radsport.

## Sportliche Laufbahn
Gjengaar wurde 1985 nationaler Meister in der Mannschaftsverfolgung. Mit ihm gewannen Atle Kvålsvoll, Olaf Lurvik und Terje Alstad den Titel. Im Mannschaftszeitfahren der UCI-Straßen-Weltmeisterschaften 1983 holte er gemeinsam mit Dag Hopen, Tom Pedersen und Hans Petter Ødegaard die Bronzemedaille. Das Eintagesrennen Tønsberg Grand Prix konnte er 1980 gewinnen. 1982 siegte er im Ringerike Grand Prix, 1982 und 1986 in der Tyrifjorden Rundt.
1983 entschied er einen Tagesabschnitt der Norwegen-Rundfahrt für sich. Beim Sieg von Morten Sæther wurde er Dritter der nationalen Meisterschaft im Straßenrennen. Im Einzelrennen der Meisterschaften der Nordischen Länder belegte er hinter dem Sieger Dag Otto Lauritzen in jener Saison den 3. Platz.